# Pryskyřník hlíznatý
Pryskyřník hlíznatý (Ranunculus bulbosus) je vytrvalá jedovatá rostlina z čeledi pryskyřníkovité (Ranunculaceae).

## Popis
Jedná se o vytrvalou rostlinu dorůstající nejčastěji výšky 15–40 cm, na bázi je lodyha ztlustlá v kulovitou hlízu. Lodyha je přitiskle chlupatá, jen v horní části chudě větvená. Listy jsou střídavé, přízemní jsou dlouze řapíkaté, lodyžní krátce řapíkaté až přisedlé. Čepele přízemních listů jsou hluboce trojdílné, úkrojky jsou trojklané, ve vrcholové části nepravidelně zubaté, prostřední úkrojek je krátce řapíkatý. Lodyžní listy jsou členěné v kopinaté úkrojky, všechny listy jsou oboustranně hustě chlupaté. Květy jsou zlatožluté, květní stopky mělce rýhované. Kališních lístků je 5, jsou nazpět sehnuté a ke květní stopce přitisklé, vně hustě chlupaté. Korunní lístky jsou zlatožluté, široce vejčité, nejčastěji 10–12 mm dlouhé. Kvete v květnu až v červnu. Plodem je nažka, která je asi 2,5–3,5 mm dlouhá, hladká, na vrcholu zakončená krátkým zakřiveným zobánkem, nažky jsou uspořádány do souplodí. Počet chromozómů je 2n=16.

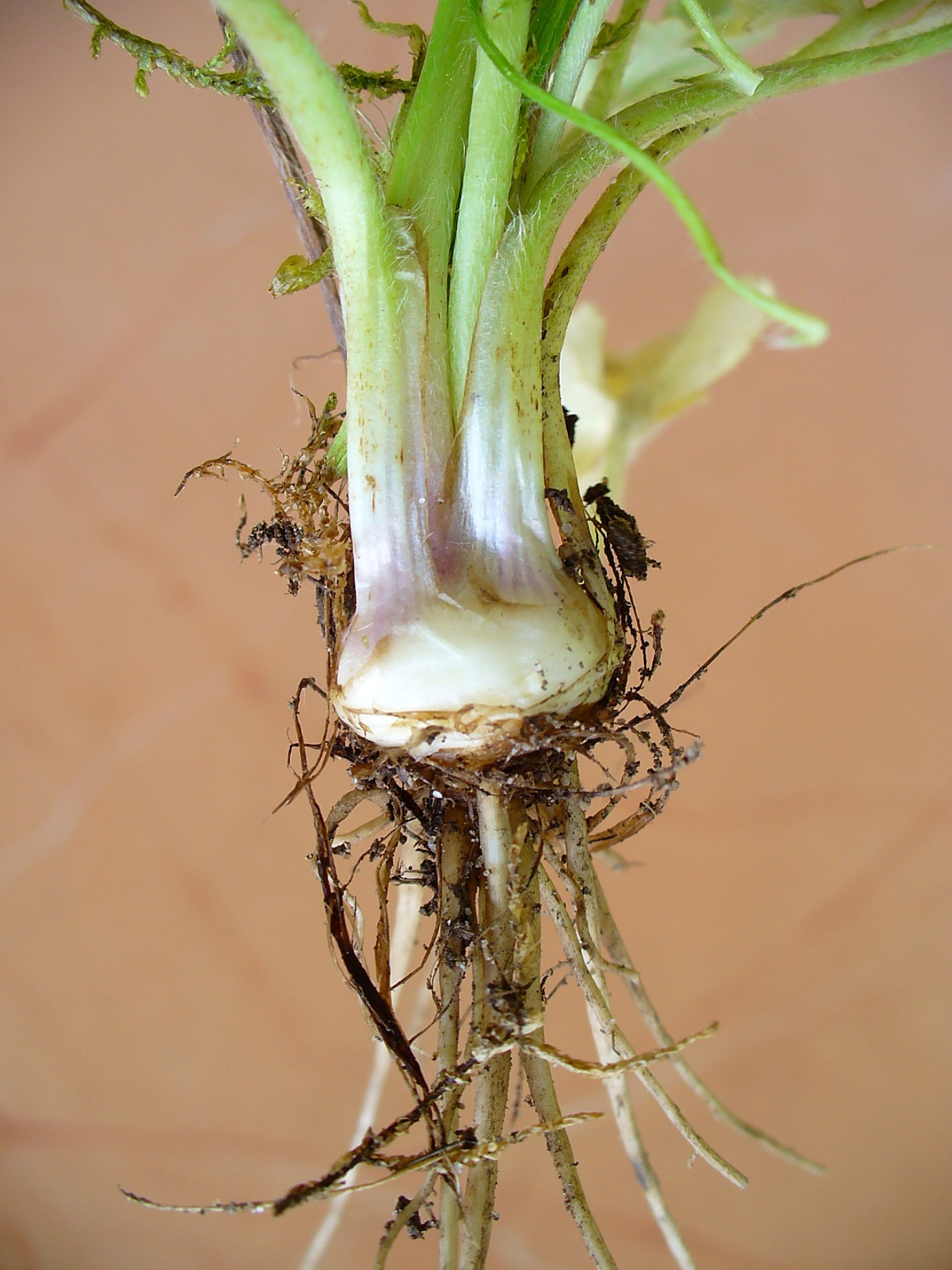
Báze lodyhy

## Rozšíření
Pryskyřník hlíznatý roste téměř po celé Evropě, na sever zhruba po 63. rovnoběžku severní šířky, na východ po západní Ukrajinu. Přesahuje do Malé Asie, na Kavkaz a do severní Afriky. Adventivně v Severní Americe. V České republice se vyskytuje roztroušeně od nížin po pahorkatiny, řidčeji až do podhůří. Nejčastěji se s ním setkáme v suchých trávnících fytocenologického svazu Bromion erecti nebo v teplomilnějších variantách luk svazu Arrhenatherion.

## Možnosti záměny
Trochu podobný je např. pryskyřník sardinský (Ranunculus sardous), ale to je jednoletá rostlina, tudíž hlízu na bázi nemá a je buď lysý nebo odstále chlupatý, ale nikoliv přitiskle chlupatý.